# Ko Tai Chuen
Ko Tai Chuen (chiń. 高棣铨; pinyin Gāo Dìquán; ur. 1925 w Chinach, zm. 30 lipca 1999) – singapurski koszykarz i trener pochodzenia chińskiego, olimpijczyk.
W 1956 roku wystąpił wraz z drużyną na igrzyskach olimpijskich w Melbourne. Zagrał we wszystkich siedmiu spotkaniach, które reprezentacja rozegrała na tym turnieju. Ko zdobył w nich łącznie 110 punktów, w tym m.in. 24 w meczu przeciw Korei Południowej i 23 przeciwko Australii. Singapurczycy zajęli ostatecznie 13. miejsce wśród 15 zespołów. Ko był drugim najlepiej punktującym Singapurczykiem (po Yee Tit Kwanie), a także dziesiątym najlepiej punktującym wśród wszystkich koszykarzy na igrzyskach w Melbourne.
W kadrze narodowej grał jeszcze dwa lata, po czym został trenerem. Prowadził reprezentację Malezji w turnieju przed igrzyskami olimpijskimi w 1964 roku. Powrócił do Singapuru po odzyskaniu przezeń niepodległości (1965). Był m.in. trenerem kadry narodowej i dyrektorem ds. zawodów w Singapurskim Związku Koszykówki.